# Blaubeuren (stacja kolejowa)
Blaubeuren (niem: Bahnhof Blaubeuren) – stacja kolejowa w Blaubeuren, w kraju związkowym Badenia-Wirtembergia, w Niemczech. Według DB Station&Service ma kategorię 5. Znajduje się na linii Ulm – Immendingen. W dni powszednie obsługuje około 60 pociągów regionalnych Deutsche Bahn, w niedziele i święta około 50. Stacja została otwarta po dwóch latach budowy w 1868 roku jako tymczasowy punkt końcowy Donautalbahn. W 2011 roku rozpoczęła się renowacja zabytkowego budynku dworcowego.

## Linie kolejowe
- Linia Ulm – Immendingen

## Połączenia
| Trasa | Trasa | Takt                                                                      |
| ----- | --- | ------------------------------------------------------------------------- |
| RB    | Langenau (Württemberg) – Unterelchingen – Ulm Ost – Blaustein – Blaubeuren – Allmendingen – Ehingen (Donau)  | rano, w południe i wieczorem od poniedziałku do soboty, zwykle co godzinę |
| RB    | Langenau (Württemberg) – Ulm Hbf – Blaustein – Blaubeuren – Allmendingen – Ehingen (Donau) – Munderkingen    | Co dwie godziny, w weekendy tylko do Ehingen                              |
| RB    | Rammingen (Württemberg) – Unterelchingen – Ulm-Söflingen – Blaubeuren – Ehingen (Donau) – Munderkingen       | para pociągu w południe od poniedziałku do piątku                         |
| RB    | Ulm Hbf – Ulm-Söflingen – Blaustein – Gerhausen – Blaubeuren – Allmendingen – Ehingen (Donau)                | kilka pociągów w południe od poniedziałku do piątku                       |
| RB    | Ulm Hbf – Gerhausen – Blaubeuren – Schelklingen – Schmiechen Albbahn                                         | para pociągu w południe od poniedziałku do piątku                         |
| RE    | Ulm Hbf – Blaubeuren – Ehingen (Donau) – Munderkingen – Riedlingen – Herbertingen – Mengen – Sigmaringen     | Co dwie godziny, wieczorem co godzinę                                     |
| IRE   | Ulm Hbf – Blaubeuren – Ehingen (Donau) – Munderkingen – Riedlingen – Donaueschingen – Neustadt (Schwarzwald) | Co dwie godziny                                                           |
| IRE   | Ulm Hbf – Blaubeuren – Ehingen (Donau) – Munderkingen – Beuron – Donaueschingen – Triberg                    | para pociągów rano od poniedziałku do piątku                              |